# Beredningssekreterare
Beredningssekreterare är en befattning inom svenska domstolar där innehavaren sysslar med målberedning av tvistemål, brottmål samt ärenden och konkurser. Tillsammans med domare och tingsnotarier utgör de i huvudsak all personal som är knuten till en rotel eller enhet.
År 2001 fanns det 1500 beredningssekreterare inom svensk domstol.